# Поліцейський з Рубльовки
 «Поліцейський з Рубльовки» — російський телесеріал на телеканалі «ТНТ» про поліцейського Григорія Ізмайлова (Гриць) та його колег, які охороняють спокій і порядок на Рубльовці, елітному районі Москви.
В ефірі з 21 березня 2016 року.

## Історія створення
Серіал є режисерським дебютом для сценариста Іллі Куликова , робоча назва серіалу - «Честь маю».
Прем'єра першого сезону відбулася на телеканалі «ТНТ» 21 березня 2016 року в 22:00.  Слоган першого сезону: «Закон і порядок.  Дорого ».  У першому сезоні 8 серій.
22 травня 2017 року 22.00 на телеканалі «ТНТ» стартував другий сезон серіалу під назвою «Поліцейський з Рубльовки в Бескудніково».  Слоган другого сезону: «Закон і порядок зі знижкою».  Другий сезон складається з 8 серій.
Зйомки третього сезону серіалу пройшли з 18 серпня по 3 грудня 2017 року.  Прем'єра третього сезону відбулася 16 квітня 2018 року під назвою «Поліцейський з Рубльовки.  Знову вдома».  Третій сезон, як і попередні, складається з 8 нових серій.
12 березня 2018 року по мотивами серіалу почалися зйомки повнометражного фільму «Поліцейський з Рубльовки.  Новорічне свавілля».  Прем'єра фільму запланована на 27 грудня 2018 року.
29 травня 2018 офіційно оголошено про продовження телесеріалу на фінальний четвертий сезон , вихід якого запланований  перед прем'єрою повнометражного фільму.
Зйомки четвертого сезону пройшли з 22 серпня по 9 листопада 2018 року.
25 жовтня 2018 року на презентації нового сезону телеканалу ТНТ телесеріал був офіційно закритий після повнометражного фільму, який виходить на широких екранах з 27 грудня 2018 року.
Прем'єра заключного четвертого сезону під назвою «Поліцейський з Рубльовки. Кінець шляху» запланована на телеканалі ТНТ 11 березня 2019 року. Фінальний сезон серіалу, як і попередні, складається з 8 нових серій.

## Сюжет
Ця історія про Григорія Ізмайлова, поліцейського, який покликаний охороняти спокій і порядок в самому елітному районі Москви.  Йому доводиться розслідувати справи, в які вплутуються жителі  Рубльовки, і робить він це нерідко перевищуючи свої повноваження.  Гриші близько 30 років, він гарний, самотній, багатий, цинічний, азартний і до всього ставиться з неабиякою часткою чорного гумору.  Він піклується про молодшу сестру Ніку, яку змушений постійно витягувати з неприємностей. Він регулярно знущається зі свого начальника Володі, який думає, що Гриша посланий йому за всі смертні гріхи. Кращий друг головного героя - Мухич. Колоритний, незграбний товстун, який не має успіху у дівчат. Сам Гриша, не прикладаючи зусиль, вміє подобатися жінкам, наприклад своїй подрузі - повії Христині, але ніяк не може добитися взаємності від Олени, в яку давно закоханий.

## У головних ролях
| Актор             | Роль |
| ----------------- | --- |
| Олександр Петров  | Григорій (Гриць) Олександрович Ізмайлов капітан поліції (до 6 серії 2 сезону)/майор поліції, старший оперуповноважений ОМВД «Барвиха-Північне» (1 сезон)/начальник кримінальної поліції ОМВД «Бескудниково» (2 сезон)/Т.в.о. начальника ОМВД «Барвиха-Північне» (1-3 серії 3 сезону)/начальник кримінальної поліції ОМВД «Барвиха-Північне» (з 4 серії 3 сезону). |
| Сергій Бурунов    | Володимир (Володя) Сергійович Яковлєв підполковник поліції (до 8 серії 2 сезону)/полковник поліції, заст. начальника ОМВД «Барвиха-Північне» (1 сезон)/Начальник ОМВД «Бескудниково» (2 сезон)/начальник кримінальної поліції ОМВД «Барвиха-Північне» (1-3 серії 3 сезону)/начальник ОМВД «Барвиха-Північне»(з 4 серії 3 сезону)                                  |
| Олександра Бортич | Вероніка (Ніка) Олександрівна Ізмайлова проблемна сестра Гриші. |
| Софія Каштанова   | Христина елітна дівчина за викликом 1 сезон), співвласниця кав'ярні (2 сезон) і за сумісництвом лікар-сексолог приватної практики (3 сезон). |
| Роман Попов       | Ігор Валерійович Мухич капітан юстиції, слідчий ОМВД «Барвиха-Північне» (1 і 3 сезони)/начальник Слідчого відділу ОМВД «Бескудниково» (2 сезон). |
| Тетяна Бабенкова  | Альона (справжнє ім'я — Олена) Вікторівна Смирнова колишня дружина олігарха, власниця мережі спортклубів (1 сезон) і співвласниця кав'ярні (2 і 3 сезони). |
| Ірина Вилкова     | Віра учитель, дівчина Ігоря (з 6 серії 2 сезону) |
| Рина Гришина      | Аліса Рибкіна (справжнє прізвище — Рубцова) капітан поліції, старший оперуповноважений ОМВД «Барвиха-Північне» (з 4 серії 3 сезону). |